# BCM Europearms Extreme MAAR
L'Extreme M.A.A.R. è un fucile di precisione ad otturatore girevole-scorrevole di grosso calibro per utilizzi a lunga e lunghissima distanza, costruita dalla ditta italiana BCM Europearms. La sigla M.A.A.R. significa Modular Advanced Aluminum Rifle. L'Extreme M.A.A.R. viene prodotto in vari calibri.
È un fucile monocolpo, con la meccanica in acciaio 17/4 Ph ricavata dal pieno; è dotata di freno di bocca (muzzle Brake) e la meccanica è montata su un calcio modulare in Ergal 7075 T6 con pala Take Down.
Il termine "Take Down" identifica un tipo di calciatura in cui la parte posteriore (pala) può essere disassemblata; questo sistema permette un trasporto più pratico e normalmente, in questa configurazione, l'arma viene alloggiata in un case (valigia) dedicato.
Le  diverse colorazioni disponibili della calciatura, sono  ottenute per anodizzazione dura a spessore.